# Keresztury Dezső
Keresztury Dezső (Zalaegerszeg, 1904. szeptember 6. – Budapest, 1996. április 30.) Széchenyi-díjas magyar író, költő, irodalomtörténész, kritikus, műfordító, egyetemi tanár, az MTA tagja, a Goethe Társaság magyar tagozatának elnöke.

## Életpályája
Szülei: Dr. Keresztury József, ügyvéd, és eőri Eöry Etelka (1880–1954), akik 1899. november 18-án kötöttek házasságot Nemesgulácson. Apai nagyszülei Keresztury György kisbirtokos és Devecser Erzsébet voltak. Anyai nagyszülei a nemesgulácsi római katolikus nemesi származású eőri Eőry Miklós (1838–1920), mérnök, földbirtokos, és nemes Nagy Eleonóra Matild (1854–1899) voltak.
Tanulmányait Eötvös-kollégistaként a budapesti, a berlini és a bécsi egyetemen végezte. 1928-ban szerzett magyar–német szakos tanári diplomát. 1929–36 között a berlini egyetem magyar lektora, a Magyar Intézet könyvtárosa, majd 1945-ig az Eötvös József Collegium magyartanára, közben 1937-től 1943-ig a Pester Lloyd című német nyelvű napilap irodalmi, később kulturális rovatvezetője. 1945-ben a budapesti egyetem magántanára és a Magyar Írók Szövetsége alapító tagja. 1945–47 között a Nemzeti Parasztpárt tagjaként vallás- és közoktatásügyi miniszter, 1945-től 1948-ig az Eötvös József Collegium igazgatója. 1945–50 között a Nemzeti Parasztpárt tagja. 1948-tól 1950-ig a Magyar Tudományos Akadémia főkönyvtárosa. 1950-től nyugdíjba vonulásáig – 1971-ig – az Országos Széchényi Könyvtár tudományos főosztályvezetője. 1982-ben a Magyar Tudományos Akadémia tagja lett. 1988-tól a Veres Péter Társaság tiszteletbeli elnökségi tagja, 1994-től a PEN Club tiszteletbeli elnöke volt.

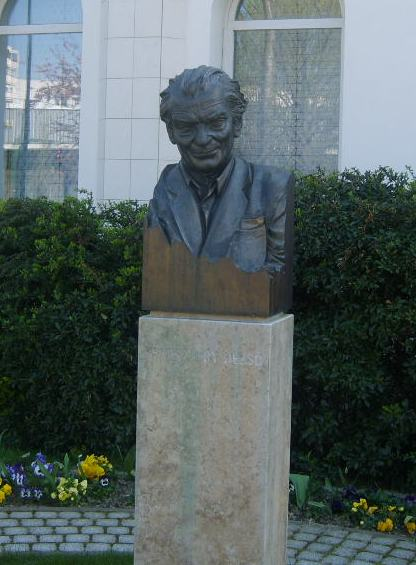
Szobra Zalaegerszegen (Szórádi Zsigmond alkotása)

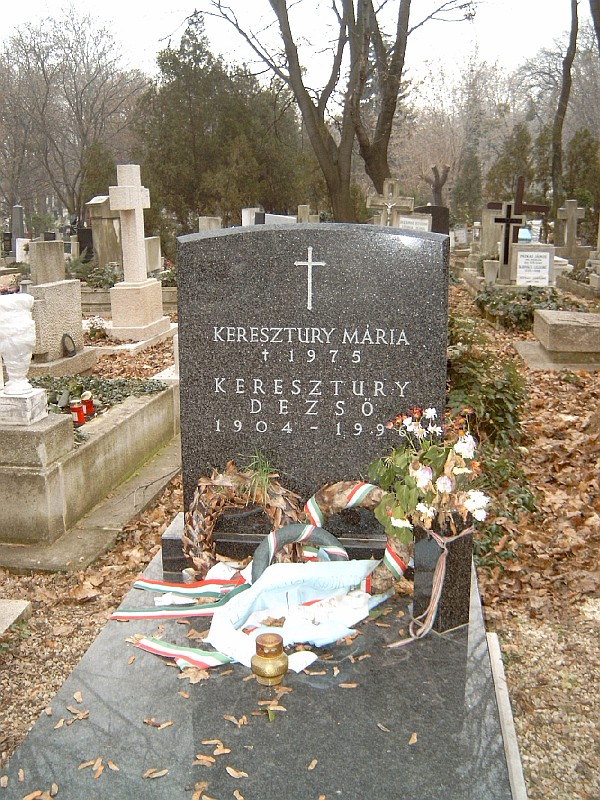
Sírja Budapesten. Farkasréti temető: 6/2-1-109.

## Művei
- A nemzeti klasszicizmus essay-irodalma. Fejezetek egy nagyobb tanulmányból; Dunántúl Ny., Bp., 1928 (Minerva-könyvtár)
- Arany János (tanulmány, 1937, 1971)
- Ungarn. Ein Novellenbuch; szerk. Keresztury Dezső; Korn, Breslau, 1937
- Balaton; összeáll. Keresztury Dezső; Officina, Bp., 1940 (Officina képeskönyvek) (franciául, németül is)
- A német irodalom kincsesháza; szerk. Keresztury Dezső; Athenaeum, Bp., 1941 (Az európai irodalom kincsesháza)
- Alt Budapest in Text und Bild; Officina, Bp., 1942 (Officina Hungarica)
- Balogh József–Illyés Gyula–Keresztury Dezső: Hírünk a világban; Hungária Ny., Bp., 1944
- Helyünk a világban (tanulmány, 1946)
- A magyar irodalom képeskönyve (szerkesztette, 1956)
- Dunántúli hexameterek 1946-1956 (versek, 1956, 1974)
- Lassul a szél (szonettek, 1957)
- A német elbeszélés mesterei. 1-2.; vál., szerk., bev. Keresztury Dezső, jegyz. Walkó György; Európa, Bp., 1957 (A világirodalom klasszikusai)
- A magyar irodalom képeskönyve; összeáll. Keresztury Dezső; Magvető, Bp., 1957
- Arany János 1817-1882. A költő halálának 75. évfordulójára; szerk. Keresztury Dezső, V. Nyilassy Vilma, Illés Lászlóné; Magyar Helikon, Bp., 1957 (A Petőfi Irodalmi Múzeum kiadványai)
- A német líra kincsesháza (szerkesztette, 1959)
- A magyar zenetörténet képeskönyve (szerkesztette Vécsey Jenővel és Falvay Zoltánnal, 1960)
- Balaton; Panoráma, Bp., 1960
- Német költők antológiája (szerkesztette, 1963)
- Emberi nyelven. Keresztury Dezső versei 1930-1965 (versek, 1965)
- "S mi vagyok én...?", Arany János 1817-1856 (tanulmány, 1967)
- Európai pillanatok (versek Gink Károly fotóira, 1968)
- Festbeleuchtung auf dem Holzmarkt und andere ungarische Erzählungen; szerk., utószó Keresztúry Dezső, németre ford. Bruno Heilig et al.; Goverts, Stuttgart, 1968
- "S két szó között a hallgatás ...". Magyar mártír írók antológiája; vál., szerk. Keresztury Dezső, Sík Csaba; Magvető, Bp., 1970
- Üzenet. Szemelvények a magyar irodalom századaiból; vál., jegyz. Margócsy József, szerk. Keresztury Dezső; Tankönyvkiadó, Bp., 1970
- Örökség. Magyar író-arcképek; Magvető, Bp., 1970 (Elvek és utak)
- Arany János; Akadémiai, Bp., 1971 (A múlt magyar tudósai)
- A szépség haszna (tanulmányok, 1973)
- Balaton (fotóalbum; kísérőszöveg Balla Demeter felvételeihez, 1974) (angolul, franciául, németül, olaszul, oroszul is)
- Így élt Arany János (1974)
- Arany és az MTA (1975)
- Égő türelem (versek, 1975)
- A magyar opera- és balettszcenika (Staud Gézával és Fülöp Zoltánnal, 1975)
- Nyitott kör (versek, 1976)
- Változatok Bartók színpadi műveire (versek Gink Károly fotóira, 1976)
- Szelényi Károly: Balaton és vidéke. Táj változó fényben; bev., versek Keresztury Dezső; Corvina, Bp., 1978 (angolul, németül is)
- A viaskodás szonettjeiből; rajz Szalay Lajos; Keresztury Dezső, Bp, 1979
- Válogatott versek (válogatott versek, 1979)
- Így éltem (versek, 1979)
- A viaskodás szonettjeiből (versek, 1979)
- Hat tétel a nyelvről (versek, 1979)
- Istenek játékában (versek, 1981)
- Híres magyar könyvtárak (Gyarmathy László fényképeivel, 1982)
- Pásztor (versek, 1982)
- A kedves után. Egy verses napló töredékei (1984)
- Állandóság a változásban (versek, 1984)
- Árnyak nyomában. Válogatott színikritikák (tanulmányok, 1984)
- Helyünk a világban. Tanulmányok. Új válogatás; Szépirodalmi, Bp., 1984
- Pannonhalma; fotó Meződy Ö. István. szöveg Keresztury Dezső; IPV, Bp., 1984
- A palota foglya. Arany János utolsó pályaszakasza; s.n., Bp., 1985
- A magyar önismeret útja (esszé, 1985)
- A keszthelyi Helikon Könyvtárról; szöveg Keresztury Dezső, fotó Gyarmathy László; Közgazdasági és Jogi, Bp., 1985
- "Csak hangköre más." Arany János, 1857-1882 (tanulmány, 1987)
- Keresztury Dezső: Babits. Levelek, tanulmányok, emlékek; szerk., vál., szöveggond., jegyz. Téglás János; Ságvári Nyomdaipari Szakközépiskola és Szakmunkásképző Intézet–Zrínyi Ny., Bp., 1988 (A nyomdaipari szakközépiskola és a Zrínyi Nyomda Babits-sorozata)
- Kapcsolatok (visszaemlékezések, 1988)
- Határok, frontok (versek, 1989)
- A közelítő csönd; ill. Szalay Lajos; s.n., s.l., 1989
- Mindvégig. Arany János 1817-1882 (1990)
- Önarcképek, 1904-1991; előszó Major Ottó; Zalai Nyomda–Magyar Bibliofil Társaság, Bp., 1991
- "S mik vagyunk mi?". Tanulmányok, esszék, cikkek; Mikszáth, Salgótarján, 1992 (A Magyar Irodalomtörténeti Társaság kiskönyvtára)
- Keresztury Dezső 57 verse; Magyar Bibliofil Társaság–Magyar Irodalomtörténeti Társaság–Zalai Nyomda, Bp., 1992
- Emlékezéseim. Szülőföldeim (emlékezés, 1993)
- Nehéz méltóság. Tragédia; utószó Kovács Sándor Iván: A hadvezér és a polgármester. Élmény és tragikum Keresztury Dezső Zrínyi-drámájában; Argumentum, Bp., 1993 ("Csak tiszta forrásból". A Magyar Irodalomtörténeti Társaság "Szövegkiadások"-sorozata)
- Féktelen idő. A szerző válogatása életművéből; Trikolor–Intermix, Bp.–Ungvár, 1994 (Örökségünk)
- Imádság békességért. A költő kilencvenedik születésnapjára; Zalaegerszeg Város Önkormányzata–Magyar Bibliofil Társaság, Zalaegerszeg–Bp., 1994
- Valaki tenyerén. Keresztury Dezső istenes versei; vál. Monostory Klára, rajz Szántó Erika; Magyar Bibliofil Társaság, Bp., 1994
- Haza, nagy ég alatt. Magyarország; kép Palotás Rezső, szöveg Keresztury Dezső; Aerofotó, Bp., 1995
- Válogatott műfordítások; sajtó alá rend., bev., jegyz. Monostory Klára; Európa, Bp., 1997
- Balaton. Táj változó fényben; fotó Szelényi Károly, bev., versek Keresztury Dezső ; Magyar Képek, Bp., 1998 (angolul és németül is)
- Menschen, Werke, Verbindungen. Literatur- und kulturgeschichtliche Studien; szerk. Eva-Marie Kallen; Jelenkor, Pécs, 1999
- Imádság békességért; Tótfalusi Kis Nyomdaipari Műszaki Szakközépiskola és Szakmunkásképző Iskola, Bp., 2000 ("Génius" könyvek)
- Önismeret. Esszék, tanulmányok; Argumentum, Bp., 2001
- Batsányi János, 1763-1845; Tapolcai Városszépítő Egyesület, Tapolca, 2004 (Tapolcai füzetek)
- Szétbogozhatatlan. Válogatott versek a szerelemről, 1930-1995; József Attila Városi Könyvtár, Zalaegerszeg, 2004
- Keresztury Dezső dedikál; szerk., előszó Szemes Péter; Keresztury Könyvtári Alapítvány, Zalaegerszeg, 2009

## Díjai, kitüntetései
- Magyar Köztársasági Érdemrend (1946)
- Szocialista Munkáért érdemérem (1954)
- Batsányi-díj (1966)
- József Attila-díj (1968)
- A Munka Érdemrend arany fokozata (1970)
- Felszabadulási Emlékérem (1970)
- A Magyar Népköztársaság Zászlórendje (1974)
- Grillparzer-gyűrű (1974)
- Herder-díj (1976)
- Ady-jutalomdíj (1978)

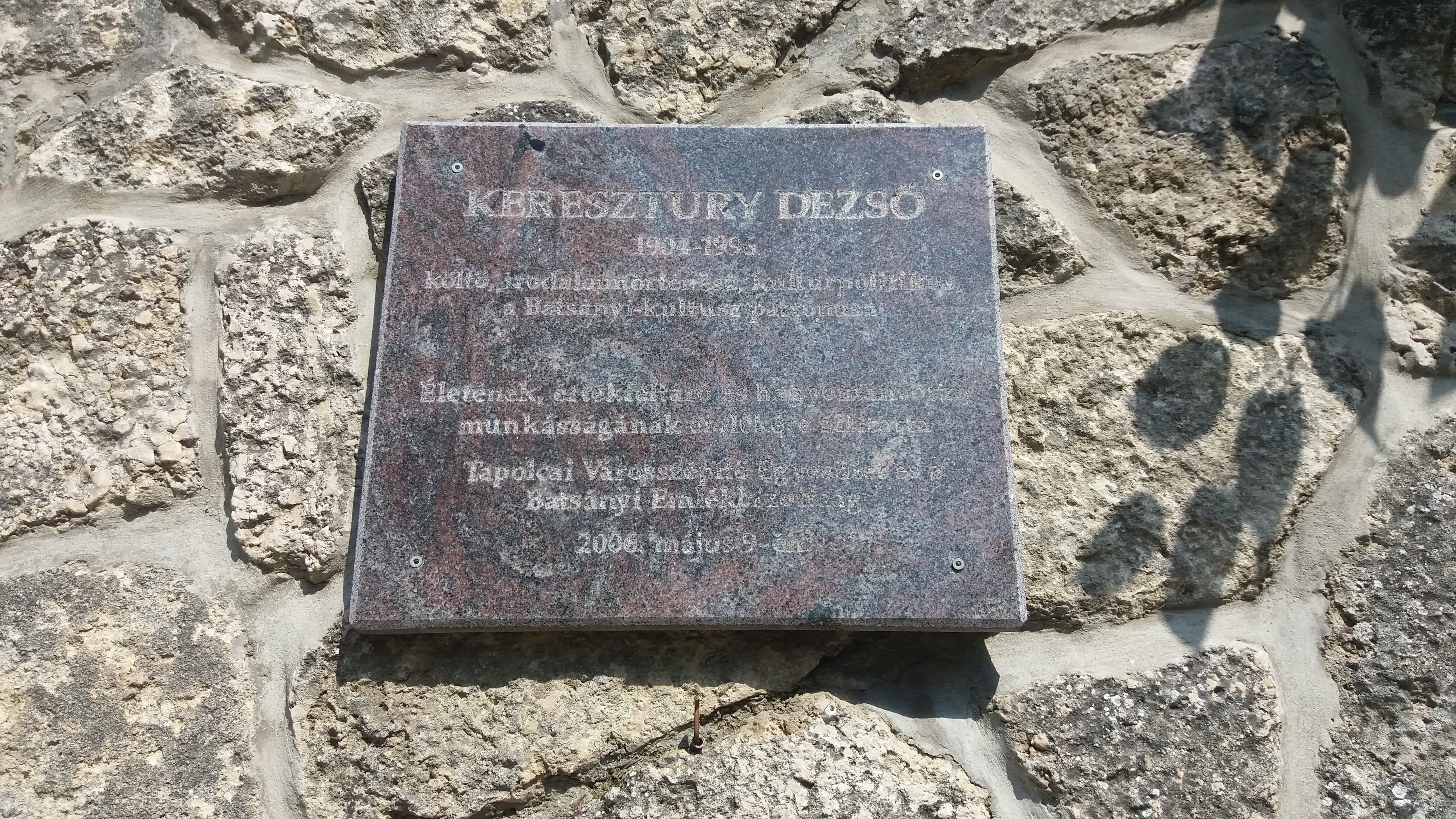
Emléktáblája Tapolcán

- Emléktáblája TapolcánÁllami Díj (1978; több évtizedes kulturális, tudományos munkásságáért, a magyar kultúra külföldi népszerűsítéséért)
- Az Osztrák Köztársaság ezüst Érdemrendje (1979)
- A Magyar Népköztársaság Babérkoszorúval Ékesített Zászlórendje (1984)
- SZOT-díj (1985)
- A Magyar Népköztársaság Rubinokkal Ékesített Zászlórendje (1989)
- Akadémiai Aranyérem (1989)
- A Magyar Köztársasági Érdemrend középkeresztje a csillaggal (1994)
- Széchenyi-díj (1996; életműve elismeréseként)

## Emlékezete
- Emléktáblája van egykori lakóhelyén, az V. kerületi Semmelweis utca 4. számú házon, továbbá Tapolcán és Balatonfüreden (portrédomborművel).
- Mellszobra van Zalaegerszegen kívül abban a faluban is, amelyet igazi otthonának tekintett: Nemesgulácson.
- Általános iskolát neveztek el róla a főváros X. kerületében, Kőbányán, emellett általános iskolát nevezték el róla Nemesgulácson.
- A zalaegerszegi Általános Művelődési Központ 2007 óta Keresztury Dezső nevét viseli.
- Sírja Budapesten, a Farkasréti temetőben található.